# Вітряк у селі Прохорівка

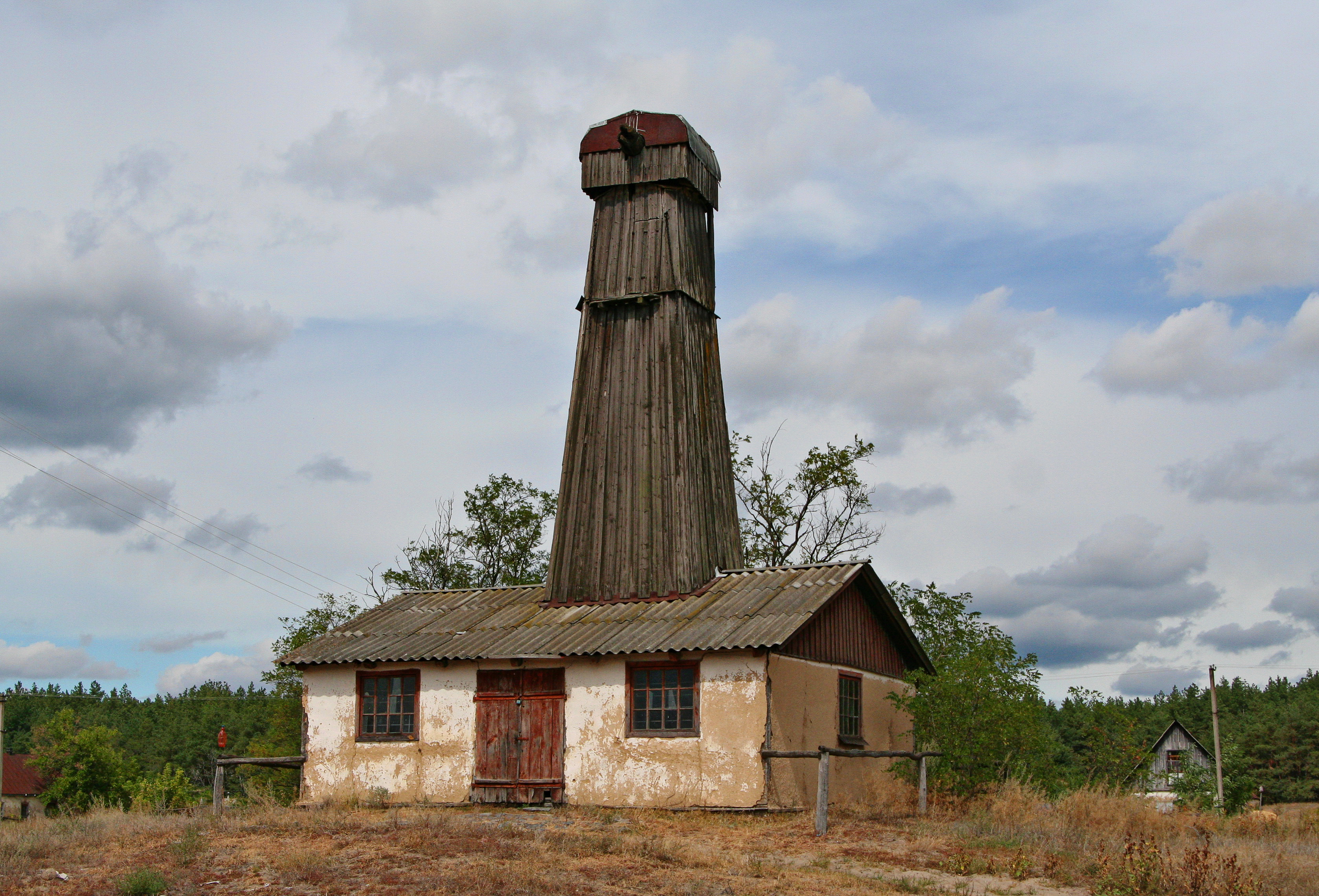
Вітряний млин Д-15 у селі Прохорівка, Канівський район, Черкаська область. 2014 рік

Млин у селі Прохорівка на Канівщині — один з вцілілих вітряків Д-15, збудованих за конструкцією винахідника Володимира Стрільця. Вітряк побудований на початку 50-х років XX століття. Використовується за призначенням і нині, однак вже від електроенергії. Повністю збережені внутрішні механізми для виготовлення борошна від енергії вітру. Під час розпаювання вітряк разом із земельною ділянкою дістався мірошнику Борису Івановичу Очеретньому, який пропрацював на ньому п'ятнадцять років, чим забезпечив тривалу експлуатацію цього вітряка. Через відсутність попиту станом на 2022 рік вітряний млин не обслуговується і, як наслідок, занепадає та руйнується. Спроби знайти нового господаря млина, чи інвестора, який би допоміг його реставрувати, марні. Та й стати українською пам’яткою він теж не може через приватизовану землю. 

## Галерея

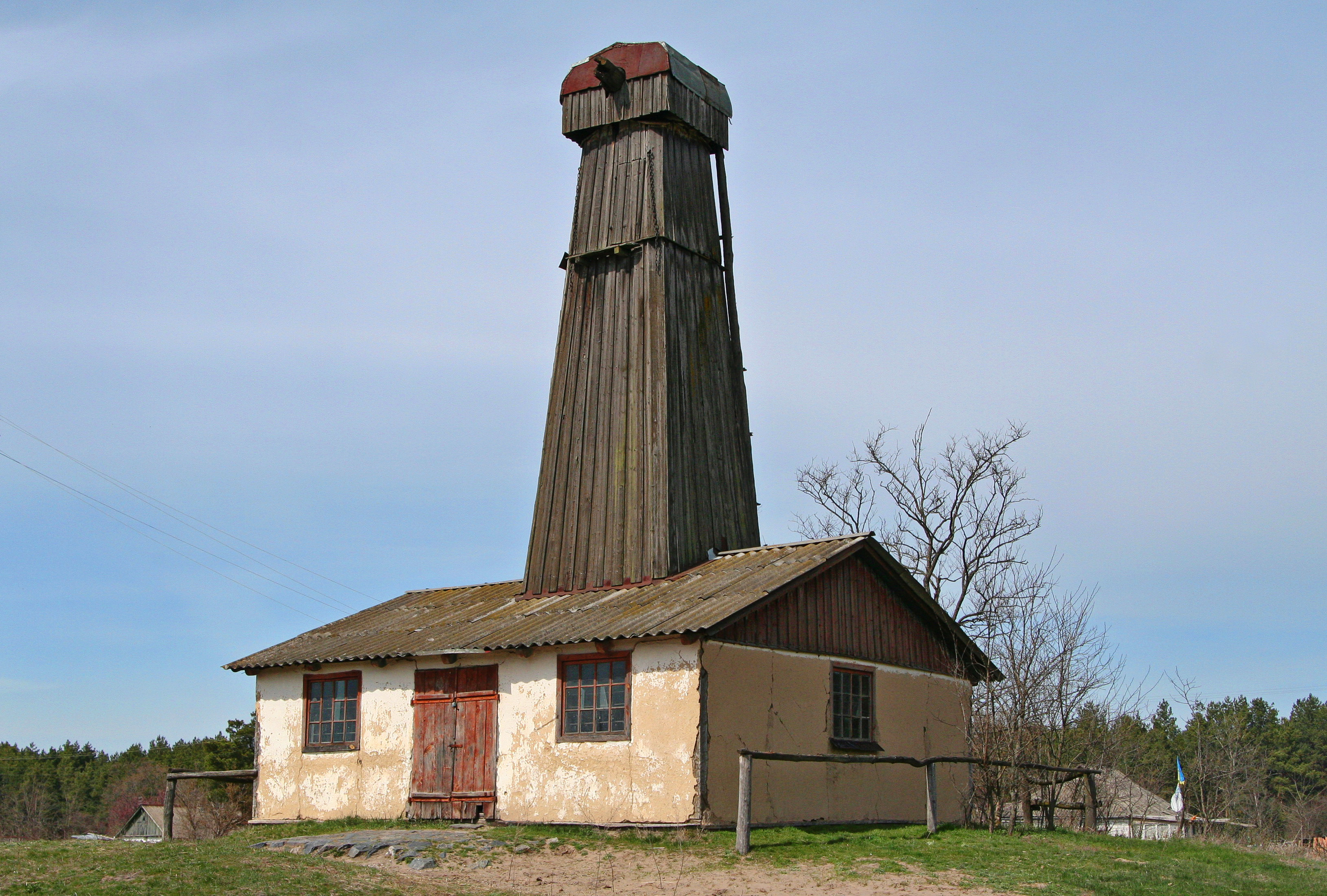
2015 рік
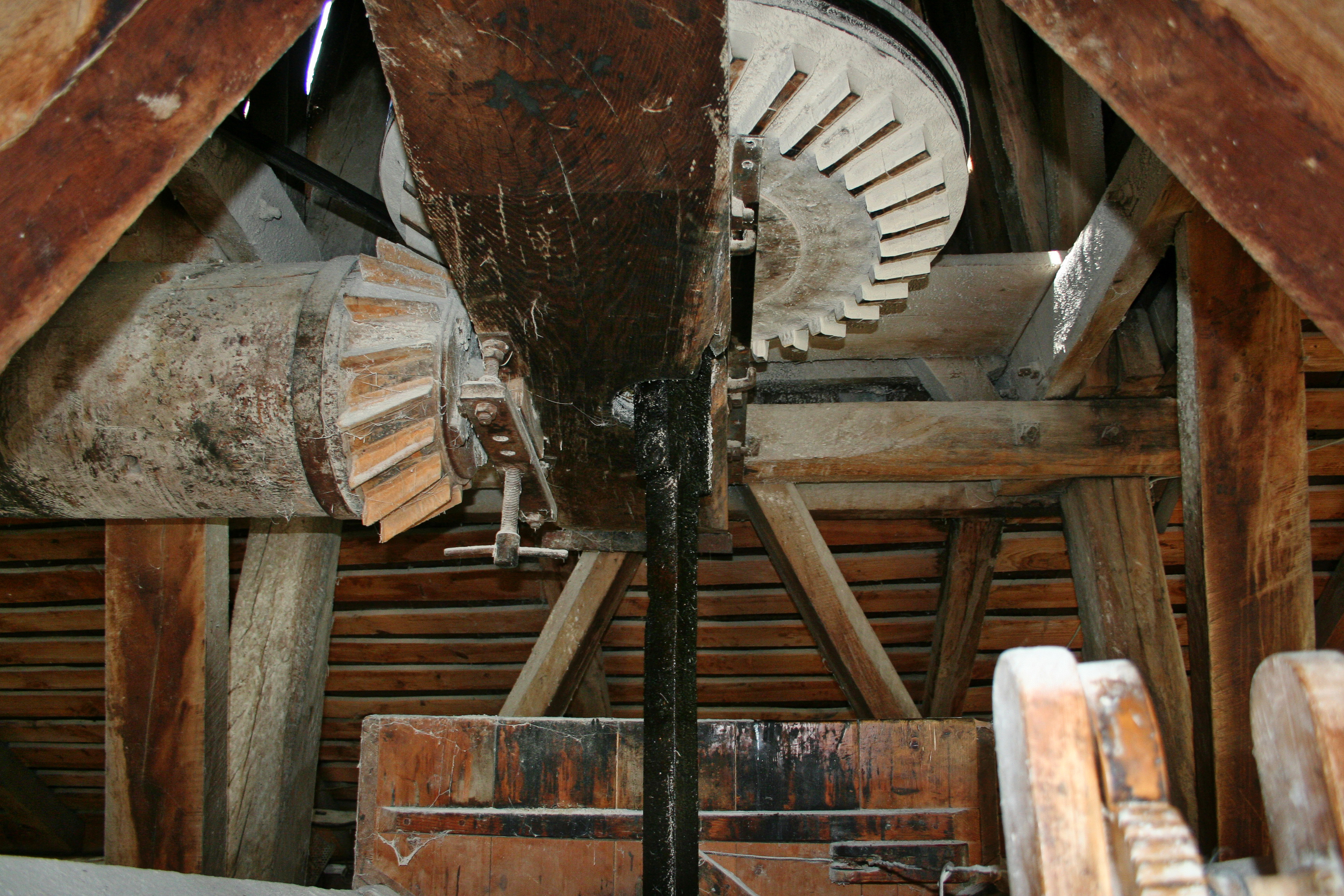
Механізм передавання вітроенергії
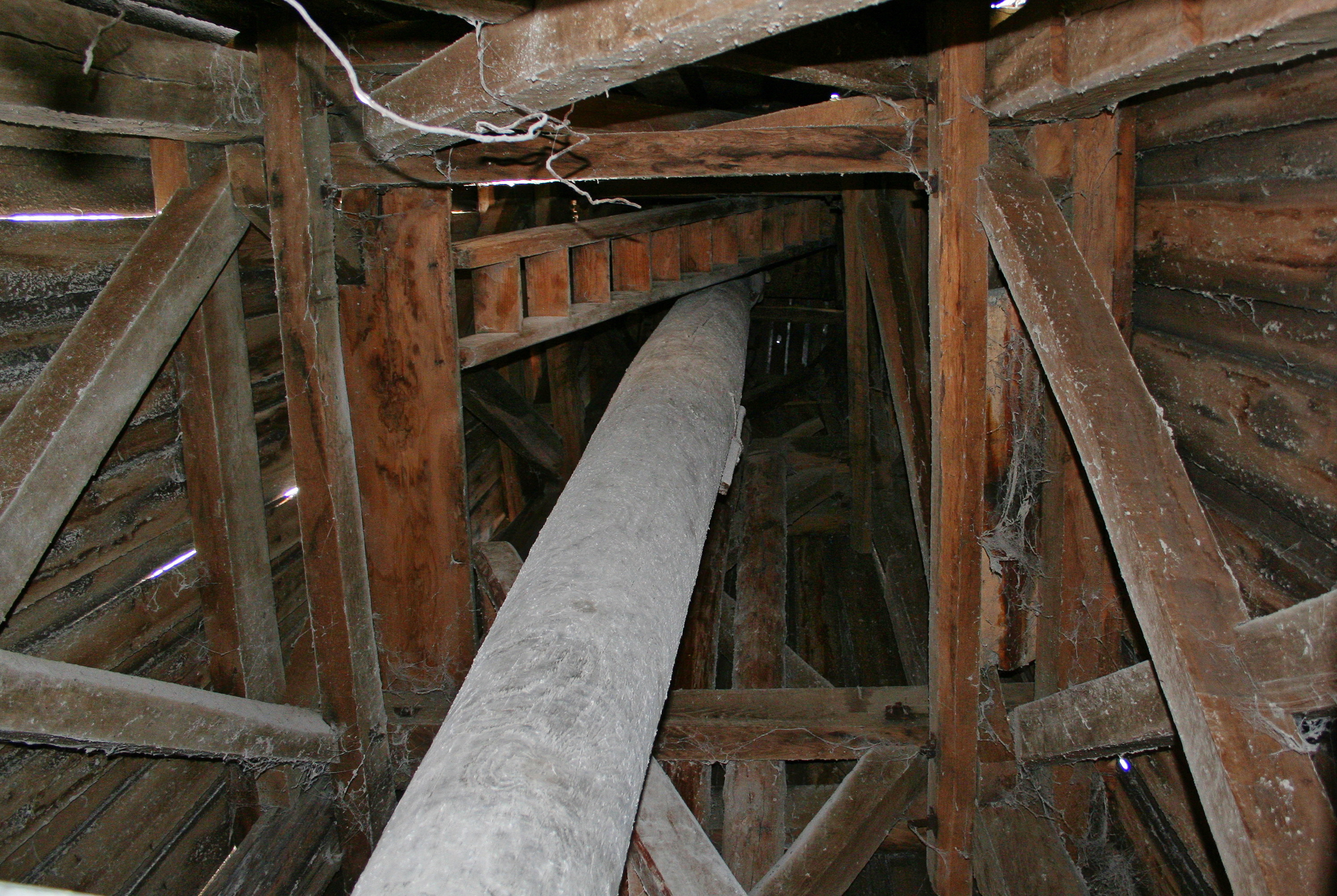
Головний вал
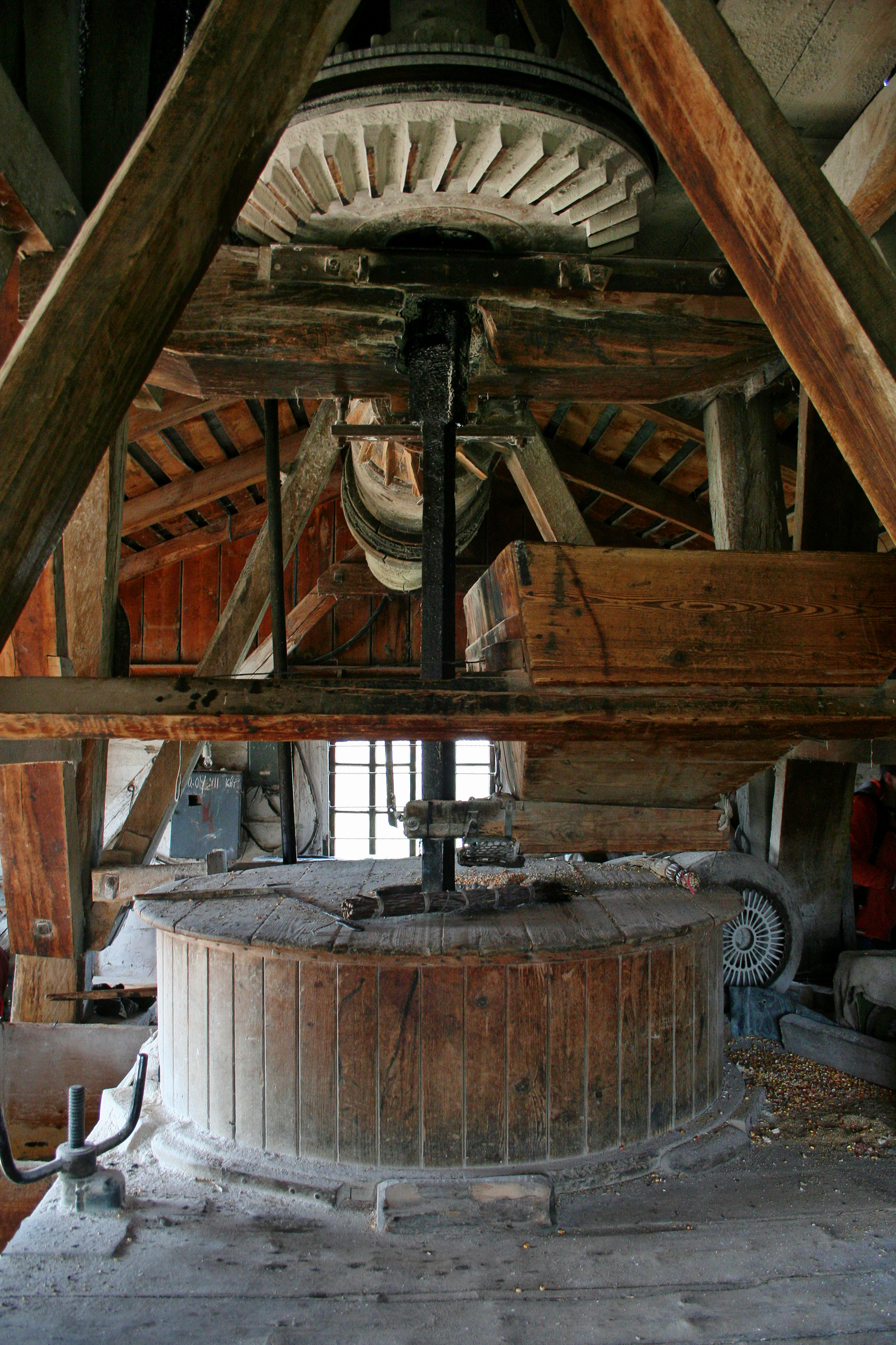
Млиновий постав
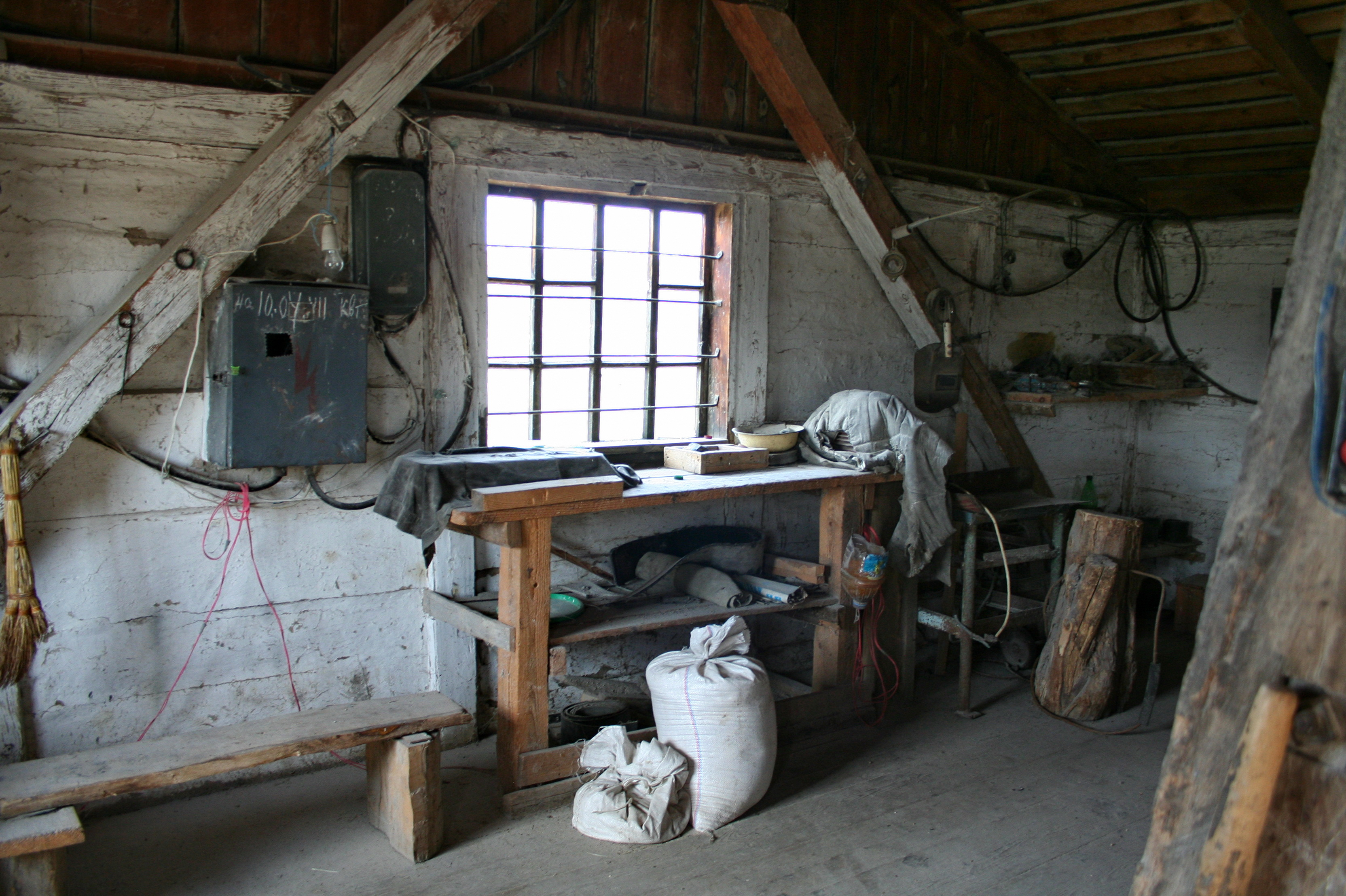
Інтер"єр